# Ann-Margret Bergendahl
Ann-Margret Bergendahl, född 28 april 1920 i Göteborg, död 18 oktober 2014, var en svensk skådespelare.
Bergendahl blev flygvärdinna och gifte sig 1947 med kapten Hans Kirsebom (1916–1987). I sitt andra äktenskap var hon från 1976 gift med skulptören Eric Grate (1896–1983). Hon är begravd på Ulriksdals begravningsplats.

## Filmografi
- 1939 – Den modärna Eva
- 1940 – Alle man på post
- 1940 – Karl för sin hatt
- 1940 – Vi Masthuggspojkar
- 1940 – Kronans käcka gossar
- 1941 – Så tuktas en äkta man
- 1941 – Lärarinna på vift
- 1941 – Landstormens lilla argbigga
- 1941 – Striden går vidare
- 1941 – Fransson den förskräcklige
- 1941 – Cyklister på Eriksgata
- 1941 – Det sägs på stan
- 1941 – Soliga Solberg
- 1942 – I gult och blått
- 1942 – En äventyrare
- 1942 – En trallande jänta
- 1942 – Jacobs stege
- 1942 – Fallet Ingegerd Bremssen
- 1942 – Olycksfågeln nr 13
- 1942 – Tre glada tokar
- 1942 – Sol över Klara
- 1942 – Det är min musik
- 1942 – Man glömmer ingenting
- 1944 – Hemsöborna
- 1944 – Vår Herre luggar Johansson
- 1944 – Kungajakt
- 1945 – Rattens musketörer
- 1946 – Stiliga Augusta
- 1946 – 100 dragspel och en flicka
- 1948 – Kärlek, solsken och sång
- 1949 – Hur tokigt som helst

## Teater

### Roller (ej komplett)
| År   | Roll        | Produktion                                                           | Regi             | Teater      |
| ---- | ----------- | -------------------------------------------------------------------- | ---------------- | ----------- |
| 1941 | Bondflickan | Lek ej med kärleken (On ne badine pas avec l'amour) Alfred de Musset | Per-Axel Branner | Nya Teatern |